# Declinação magnética

Declinação magnética é a inconstância que ocorre entre as marcações da bússola e a geográfica definido pela posição astronômica. 
Declinação magnética é a diferença "em graus" apontado pelo norte magnético terreno e o norte geográfico, determinado pelo eixo de rotação do planeta, que não tem obrigação de coincidir com a atração magnética.
Como convenção ficou decidido que, comparando o desvio com os pontos cardeais o ângulo formado para à direita do norte (leste) seria positivo ou para a esquerda (oeste) negativo ; que existe em função do magnetismo terrestre, criado ou surgido pelo eletromagnetismo terrestre gerado pelo atrito do movimento de rotação terrestre; e cujos pólos nem sempre coincidem com os polos geográficos.
Pensa-se que tenham sido os viquingues ou os portugueses a descobrir este fenómeno durante as suas viagens pelas costas de África, há também quem defenda que tenha sido Cristóvão Colombo, contudo foram os chineses os primeiros a perceber a utilidade da agulha magnética durante os nevoeiros e que embora não houvesse a necessidade de apontar para o norte verdadeiro, o rumo da agulha era usado para evitar navegar em círculos e desse modo atravessar os nevoeiros. Já naquela época fora percebido o desvio que era então referido como nordestear ou noroestear, consoante o desvio ocorresse para leste ou para oeste.

## Valores

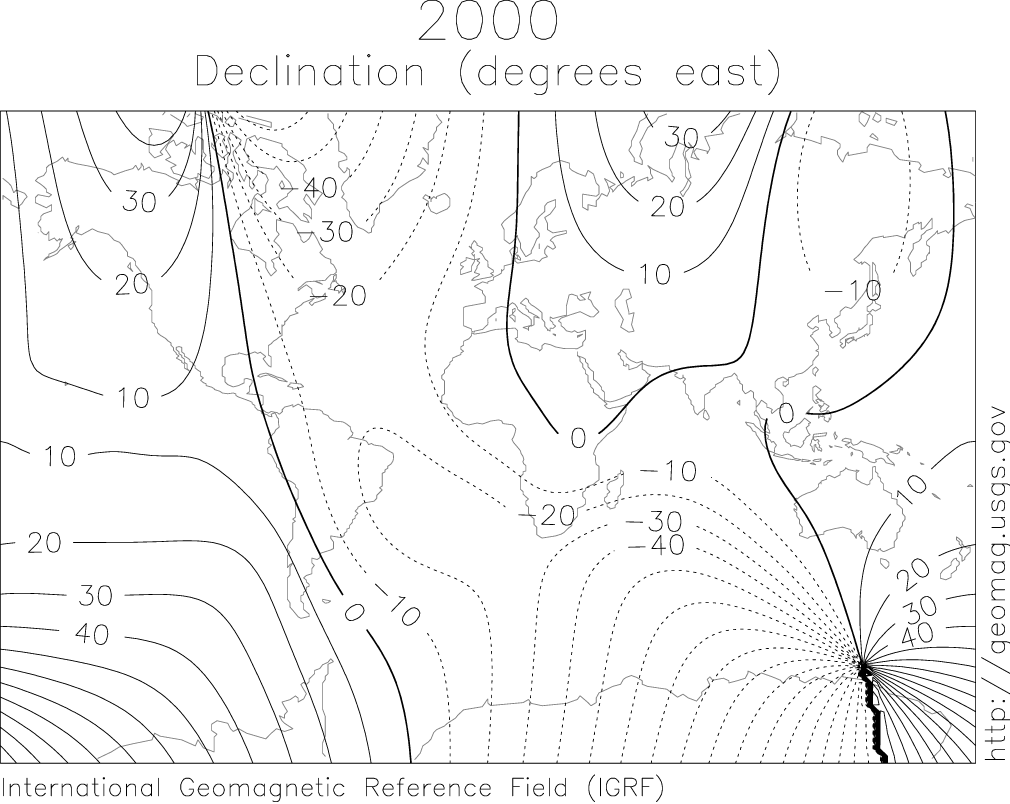
Curvas isogônicas (de mesma declinação magnética ref.leste) da Terra no ano 2000. Observam-se grandes declinações, até +/- 40º nas proximidades dos dois polos magnéticos. Observar as linhas onde a declinação é Oº, onde a bússola indica o norte geográfico

A declinação magnética de um local é a medida do ângulo formado entre a direção do norte magnético, apontado pela agulha de uma bússola, com relação à direção do norte verdadeiro (geográfico).
- Uma declinação positiva ou leste significa que o norte magnético está desviado do norte verdadeiro no sentido horário. Exemplos: 12°, 10°L e 11°E (east).
- Uma declinação negativa ou oeste significa que o norte magnético está desviado no sentido anti-horário. Exemplos: -10°, 13°O e 8°W (west).

## Encontrando a declinação magnética
Apesar de inconstante a declinação magnética de um local pode ser encontrada em mapas periódicos, como cartas náuticas e aqueles que apresentam linhas de igual declinação bastando o usuário fazer o transporte de retas (com um jogo de esquadros) para a localidade pretendida.
Uma predição da declinação magnética para uma posição geográfica em determinada data pode ser calculada de acordo com um modelo empírico de abrangência mundial desenvolvido pelo National Geophysical Data Center (NGDC/NOAA), nos Estados Unidos. Este centro disponibiliza na Internet uma página intitulada Magnetic Field Calculators que permite calcular a declinação magnética de qualquer local em uma data escolhida.

Para uso em navegação, além das informações acima, para nortear uma embarcação com o norte astronômico se faz necessário, computar ao desvio natural o original, encontrado no convés da embarcação que são as ferragens, o motor e o próprio eixo do hélice etc. além é lógico de cuidados especiais no manuseio desses objetos para que após usados, retornem a mesma posição.
Contudo na ausência desses serviços, o desvio magnético integral (aferido na agulha) pode ser encontrado na passagem meridiana do sol, apenas comparando a posição da agulha já instalada na proa da embarcação com a projeção da sombra do Sol ao atingir a máxima altura (não confundir com a hora meio dia), ou seja, tomar a sombra do sol como rumo que simultaneamente indicará, a declinação magnética somado ou deduzida do desvio da agulha (da sua bússola) com referência a meridiana norte sul desse local.